# ويليام هاردينغ (لاعب رماية)
ويليام هاردينغ (بالإنجليزية: William Harding)‏ هو لاعب رماية أمريكي، ولد في 23 سبتمبر 1910 في شريفبورت في الولايات المتحدة، وتوفي في 18 أغسطس 1936 في أوتسيغو في الولايات المتحدة.

## وصلات خارجية
- ويليام هاردينغ على موقع أوليمبيديا (الإنجليزية)